# 奥斯坎语
奥斯坎语屬於印歐語系意大利語族奥斯坎-翁布里亚语支，同語支的還有翁布里亞語，奥斯坎语使用者分佈於意大利南部。
奧斯坎語因公元前五世紀初的牌銘而聞名，其中兩個最重要的牌銘是：班迪納牌銘和賽普斯·阿貝拉努斯牌銘。奧斯坎語使用的是拉丁字母和希臘字母，同時也曾使用過古意大利字母。萨莫奈人、Aurunci（Ausones）、Sidicini人也都使用奥斯坎语，后两者常归为“Osci”人。奥斯坎语属于奥斯坎-翁布里亚语支，除了奥斯坎语还有三种变体，仅能从意大利中东部赫尼西人、马鲁奇尼人及佩利尼人留下的碑文中得知。中部奥斯坎字母改编自伊特鲁里亚字母，自公元前5世纪到公元1世纪，在坎帕尼亚周边一直用于书写奥斯坎语。
奧斯坎語有六種方言，包括：薩姆尼特方言、馬魯齊內方言、貝利涅方言、維斯蒂尼方言、薩比內方言及馬爾斯方言。

## 证据

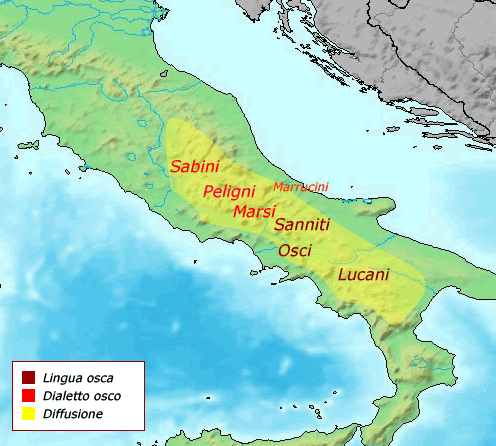
公元前5世纪的奥斯坎语

奥斯坎语可见于公元前5世纪的铭文中。最重要的奥斯坎语碑铭是Bantina、奥斯坎石板及Cippus Abellanus。有证据表明，普利亚Teanum Apulum的古货币是用奥斯坎语刻写的（公元前300年）。庞贝墙上的奥斯坎语涂鸦表明，至少到公元1世纪，奥斯坎语都存在于城市中。
截至2017年，已发现的奥斯坎语文本共有800种，近几十年来迅速增加。不同时期、地区的奥斯坎语会用不同文字书写，包括“本土”奥斯坎文、基于希腊文的南奥斯坎文及最终流行的罗马奥斯坎文。

### 消亡
奥斯坎语在公元前4~2世纪於意大利南部沿海地区，与希腊语并存了三百年，称为“稳定双语社会的不寻常案例”，兩者皆不具備明顯的主導地位。在罗马帝国时期，两种语言都逐渐从意大利南部縮小时，有争议的格利科语可能是古希腊方言的延续。奥斯坎语的使用在同盟者战争之后逐渐减少。奥斯坎语区各城镇的涂鸦表明，奥斯坎语仍在口语中使用。证据例如，62年庞贝地震后重建的庞贝城墙壁上有奥斯坎语涂鸦，其一定成于公元62至79年间。其他学者认为，由于罗马殖民之后，奥斯坎语的公共铭文已经消失，这并不是奥斯坎语仍为官方语言生存于当地的有力证据。这两种语言可能在不同的条件下同时存在，例如拉丁语在政治、宗教和行政管理方面具有重要地位，而奥斯卡语则被视为“低级”语言。这种现象被称为“双层语言”。公元1世纪有一些奥斯坎语涂鸦，但在意大利很少发现拉丁语罗马公民自称祖先不讲拉丁语的证据。

## 一般特征
奥斯坎语人群与拉丁姆人群有过密切接触。奥斯坎语使用者的聚定居点附近发现有早期拉丁语文本。例如，距离卡普阿不到40公里的明图尔诺附近发现了Garigliano碗，前者曾是奥斯坎语使用者的大型定居点。奥斯坎语和拉丁语有很多共同处，也有许多显著差异，拉丁语许多常见词都不存在或以另外的形式表示。例如，拉丁语volo、velle、volui及其他来自原始印欧语词根*wel-（“意愿”）的词被换成来自*gher（“渴望”）的词：奥斯坎语herest（“他/她想要/渴望”，德语同源词begehren，英语同源词yearn），与拉丁语volent相对。拉丁语locus（地点）则对应罕用词slaagid，意大利语言学家Alberto Manco将其与一个现存的当地地名相联系。
音系上看，奥斯坎语也和拉丁语有很多差异：例如，奥斯坎语p对应拉丁语qu（奥斯坎pis--拉丁语quis，比较凯尔特语族的凯尔特语族#P／Q凱爾特分類法）；b对应拉丁语v；词中的f对应拉丁语b或d（奥斯坎mefiai--拉丁语mediae）。
一般认为奥斯坎语是所有意大利语族语言中最保守的，在有证的印欧语中，奥斯坎语在保存元音方面仅次于希腊语。

## 书写系统

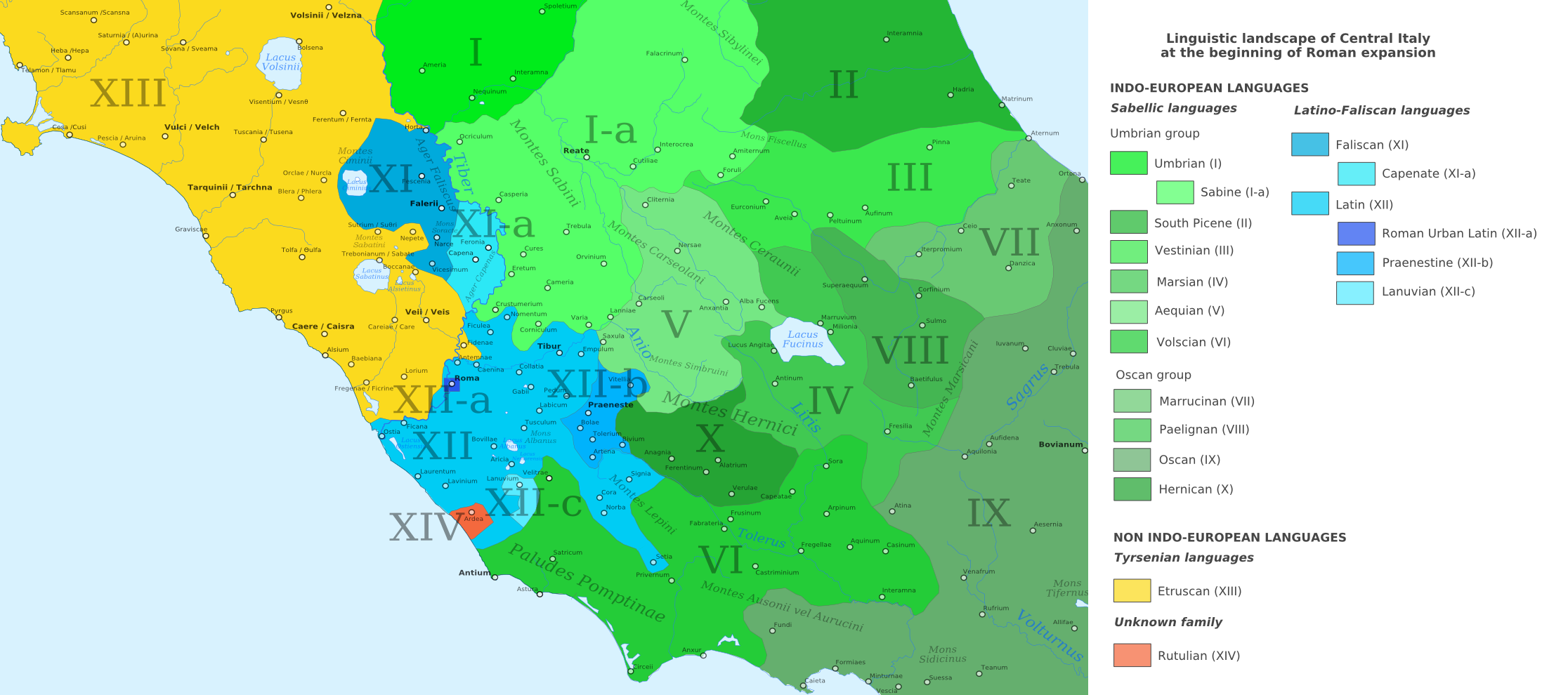
罗马扩张伊始，意大利中部的语言景观

### 字母
奥斯坎语最初是用特有的“奥斯坎文”书写的，是从伊特鲁里亚字母演变来的古意大利字母之一。后世铭文主要用希腊字母和拉丁字母写成。

#### 伊特鲁里亚字母
奥斯坎语使用者可能在公元前7世纪采用了古伊特鲁里亚字母，其奥斯坎变体仅见于公元前5世纪，引入了I、U的低化变体（写作Í、Ú，不见于最古老的铭文中），其中Ú表示奥斯坎语/o/，U表示/u/和长*/oː/，后者在奥斯坎语中经过音变变为~[uː]。Í表示半高的[ẹ]。双写元音表示长元音，长I则写作IÍ。

#### 希腊字母
希腊字母的使用与标准字母基本相同，新加了两个：一个表示本地的H，一个表示V。η、ω 不表示量。组合ηι、ωϝ有时表示双元音/ei/、/ou/，而ει、oυ用于表示长元音/iː/、/uː/。其他情况下，ει、oυ表示双元音，/uː/音用o拼写。

#### 拉丁字母
用拉丁字母拼写时，Z表示[z]而非[ts]，其书写方式与本地字母中的[s]没有区别。

## 语音变化

### 元音
在ns、nct（后者的n丢失）前，元音会规则地延长，在nf、nx前可能也如此。
奥斯坎语辅音与流音或鼻音（响音）相邻时常用元音插音，若非响音在前，则插入元音与前一个元音相同；若非响音在后，则插入元音与后一个元音相同。

#### 单元音

##### A
短a基本都保留。
长ā保留在词首与词中。词尾的ā高化为[ɔː]，因此常写作ú，罕见作u。

##### E
短e“一般不变”；在中间音节的唇音前，变成u或i；在另一个元音前，e高化为[ẹ]，写作í。
长ē同样升高到[ẹ]，写作í或íí。

##### I
短i写作í。
长ī用重复的i拼写，作ií。

##### O
短o基本保持不变，写作ú；在韵尾-m前变得更像u。
长ō写作u或uu。

##### U
短u一般保持不变；t、d、n后变为iu。 
长ū一般保持不变；在单音节与末音节中变为ī。

#### 双元音
双元音不变。

### 辅音

#### S
奥斯坎语中的s在元音间没有像拉丁语和翁布里亚语那样R化，只是浊化为/z/。但在元音间，原rs变为r并使前面的元音延长，或变为rr（与拉丁语相同）；在词尾，rs 变为r，与拉丁语类似。但rs、sm、sn、sl中的s都没有消失：翁布里亚语`sesna“晚餐”；奥斯坎语kersnu，比较拉丁语cēna。

## 奧斯坎語原文(賽普斯·阿貝拉努斯牌銘)
ekkum[svaí píd herieset

trííbarak[avúm tereí púd

liímítú[m] pernúm [púís

herekleís fíísnú mefi[ú

íst, ehtrad feíhúss pú[s

herekleís fíísnam amfr

et, pert víam pússtíst

paí íp íst, pústin slagím

senateís suveís tangi

núd tríbarakavúm lí

kítud. íním íúk tríba

rakkiuf pam núvlanús

tríbarakattuset íúk trí

barakkiuf íním úíttiuf

abellanúm estud. avt

púst feíhúís pús físnam am

fret, eíseí tereí nep abel

lanús nep núvlanús pídum

tríbarakattíns. avt the

savrúm púd eseí tereí íst,

pún patensíns, múíníkad ta[n

ginúd patensíns, íním píd e[íseí

thesavreí púkkapíd ee[stit

a]íttíúm alttram alttr[ús

h]erríns. avt anter slagím

a]bellanam íním núvlanam

s]úllad víú uruvú íst . edú 

e]ísaí víaí mefiaí teremen

n]iú staíet.